# لوسیانو دالا بونا
لوسیانو دالا بونا (ایتالیایی: Luciano Dalla Bona؛ زادهٔ ۸ نوامبر ۱۹۴۳) دوچرخه‌سوار اهل ایتالیا است.
وی در مسابقات کشوری و بین‌المللی در مجموع برندهٔ ۲ مدال طلا، ۱ مدال نقره، ۱ مدال برنز شده‌است.